# Shanga
Shanga ist eine ehemalige Hafenstadt an der Ostküste Kenias innerhalb des Lamu-Archipels. Shanga gilt als die früheste Präsenz moslemischer Siedler an der ostafrikanischen Küste und auch südlich der Sahara.
Der Ort auf der Insel Pate war eine wichtige Station für moslemische Händler und Seefahrer, die entlang der afrikanischen Küste und bis nach Indien unterwegs waren. Er wurde bis auf eine kurze Erwähnung in der Patechronik in keinem erhaltenen Text genannt. Alle Informationen stammen von archäologischen Ausgrabungen, die hier von Mark Horton und Richard Wilding ab 1980 in exemplarischer Gründlichkeit durchgeführt worden sind. Aus vorislamischer Zeit wurden Topfscherben ausgegraben, die auf eine frühe Besiedlung durch schwarzafrikanische Viehzüchter und Handelskontakte mit Südarabien schließen lassen. Ähnliche, in frühester Zeit unglasierte Tonwaren wurden auch auf benachbarten Inseln und 1989 am Tana-Fluss gefunden. In Shanga wurden 41 Arten von Scherben unterschieden und vier zeitlichen Abschnitten zugeordnet. Inwieweit Rinderzüchter die ersten Siedler auf der Insel waren, ist noch nicht übereinstimmend geklärt.
Im 8. Jahrhundert bestand der Ort aus runden Hütten und war von einer hölzernen Befestigung umgeben. Aus der Zeit von 780 bis 850 wurden zwei übereinander liegende Moscheen ausgegraben, wobei die älteste zuunterst liegende Moschee bereits um 675 gebaut worden sein könnte. Pfostenlöcher weisen darauf hin, dass zunächst eine „zeltähnliche“ Struktur errichtet wurde. Grabfunde aus frühester Zeit deuten auf eine permanente Siedlung hin. Insgesamt wurden 25 Erneuerungen an der Moschee ausgemacht. Da die Qibla-Wand mit einem Stein in der Mitte als symbolischer Mihrāb zunächst Richtung Jerusalem ausgerichtet war, wird sogar ein frühester Bau zu Lebzeiten Mohammeds erwogen. Im 9. oder 10. Jahrhundert bestand die Moschee aus Holz, etwa ab dem 11. Jahrhundert war sie aus Korallenstein gemauert und mit Kalk verputzt. 
Um diese Zeit wurden um die Moschee rechteckige Häuser und eine Befestigung aus Korallenstein gebaut. Auch außerhalb der Stadtmauer wurden Reste von Steinhäusern ausgegraben. In Shanga wurden Silbermünzen mit Inschriften von lokalen Moslemherrschern aus dem 9. Jahrhundert gefunden. Andere Münzen, die bei den Fatimiden im Umlauf waren, stammen aus dem Ende des 10. und aus dem 11. Jahrhundert.
Im folgenden Jahrhundert ist eine wirtschaftliche Stagnation feststellbar, da nur Gebäude aus Holz gebaut wurden. Im 14. und 15. Jahrhundert entstanden zur Blütezeit des Ortes zahlreiche neue Gebäude aus einem anderen Korallenstein. Die Moschee wurde Anfang des 15. Jahrhunderts aufgegeben. Nach dieser Zeit hatte der Ort seine Bedeutung als Seehafen für arabische Händler verloren. Das religiöse und wirtschaftliche Zentrum an diesem Küstenabschnitt war von 1550 bis um 1800 Lamu.
Die noch erhaltenen Ruinen ab dem 13. oder 14. Jahrhundert liegen südöstlich des Ortes Siyu (dort Steinhäuser ab dem 15. Jahrhundert) und bestehen aus etwa 130 Häusern, einer großen, einer kleinen Moschee und einem Palast. Die Stadt war von einer Verteidigungsmauer mit fünf Eingängen umgeben. Außerhalb der Mauer befindet sich ein Friedhof mit etwa 300 Gräbern. 